# Кук-Буре
«Кук-Буре» (баш. Күк Бүре) — башкирская национальная организация, созданная в 2006 году и существовавшая до 2014 или 2018 года. Выступала за светский либеральный национализм и национал-демократию, организовывала митинги и пикеты.

## История
Организация была создана осенью 2006 года, полное название — Башкирское общественное (позже — правозащитное) движение «Кук-Буре», сокращённо — БОД/БПД «Кук-Буре». Создатели — группа инициативной башкирской молодёжи под руководством Наиля Фаретдинова и Азата Сальманова. Организация была зарегистрирована на Сальманова.
В 2007 году организация выступала против принятия Федерального закона «О внесении изменений в отдельные законодательные акты Российской Федерации, в части изменения понятия и структуры государственного образовательного стандарта», который отменял башкирский компонент в образовании. Организованные «Кук-Буре» митинги и пикеты широко освещались в региональных и федеральных СМИ.
В 2010 году, в период отставки президента Башкортостана Муртазы Рахимова, деятельность организации была использована федеральными, а также местными, но оппозиционными Рахимову СМИ для создания пугающего образа башкирского национализма.
В 2014 году в рядах организации произошёл раскол, в ходе которого все трое заместителей Сальманова — Рамзиль Байназаров, Фаиль Алсынов и Руслан Габбасов — вышли из неё и образовали Башкирскую общественную организацию «Башкорт», имеющую схожую идеологию. «Кук-Буре» было официально самораспущено Сальмановым в 2018 году.

## Описание
Заявленная идеология организации — либеральный национализм и национал-демократия. В рамках развития регионального национал-патриотизма организация ограниченно, но регулярно использовала элементы пантюркизма — в частности, лидер организации Сальманов активно использовал жест «Серых волков». Организация имела подчёркнуто светский характер, а Сальманов допускал антиисламистскую и даже антиисламскую риторику.
Организация использовала методы башкирских национальных организаций начала 1990-х: в основном она организовывала протестную деятельность (митинги, пикеты, флешмобы), а также отправляла письма чиновникам, принимающим решения, связанные с башкирами. Численность организации не превышала 30 человек, она была малочисленной по сравнению с активно действовавшим ранее Союзом башкирской молодёжи и созданным из «Кук-Буре» БОО «Башкорт».